# Ferjan Ormeling Jr.

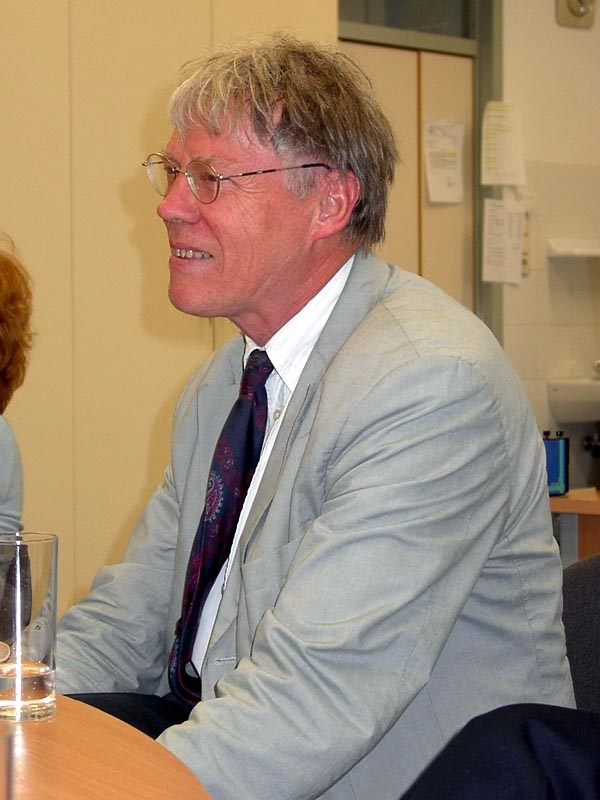
Ferjan Ormeling Jr., emeritierter Professor für Kartographie an der Universität Utrecht (undatiert)

Ferdinand Jan Ormeling Jr. (* 20. November 1942 in Utrecht; † 13. Juni 2025), hauptsächlich bekannt als Ferjan Ormeling, war ein niederländischer Kartograf. Er ist der Sohn des Kartografen Ferdinand Jan Ormeling Sr.

## Leben
Ferjan Ormeling lebte bis zu seinem sechsten Lebensjahr in Den Haag. Seine Eltern Ferdinand Jan Ormeling Sr. und K.J. (Ina) ten Hoopen waren beide Geographen. 1948 zog die Familie nach Java, wo sein Vater das Geographische Institut von Batavia gründete. 1961 ging Ferjan Jr. zum Studium der Geographie an die Reichsuniversität Groningen. Er besuchte unter anderem Vorlesungen von Willem Frederik Hermans. Während seiner gesamten Studienzeit arbeitete Ferjan bei J. B. Wolters am Bosatlas, dessen Chefredakteur sein Vater inzwischen geworden war. 1968 heiratete er, 1971 und 1973 wurden ein Sohn und eine Tochter geboren. Nach seinem Abschluss im Jahr 1969 arbeitete er an der Universität Utrecht bei Cornelis Koeman, bei dem er Sekundarkurse besucht hatte. Am 3. Juni 1983 promovierte er mit einer Arbeit über die Aufnahme von Ortsnamen in Minderheitensprachen in topographische Karten. Promotoren waren Cornelis Koeman und Dick Blok.
Von 1985 bis 2009 war Ormeling Professor für Kartographie an der Universität Utrecht. Er hielt Vorlesungen über Atlaskartographie, Umweltkartierung, kartographische Theorie, historische Kartographie, Karteneditierung und Kartenproduktion. Als Motor eines der wenigen Kartografiekurse in den Niederlanden war er mehr als zwei Jahrzehnte lang das Aushängeschild der Kartografie in den Niederlanden. Dabei beschäftigte er sich unter anderem mit der Frage, wie thematische Karten gestaltet sein sollten, um eine bestmögliche Informationsvermittlung zu erreichen. Er kritisierte scharf die Karten in Regierungsberichten (und das häufige Fehlen von Karten darin). Diese schlechten Karten würden einer guten Entscheidungsfindung beispielsweise der Zweiten Kammer der Generalstaaten im Wege stehen. In seiner Antrittsrede mit dem Titel Beeldvorming (Konzeptualisierung) im April 1986 erklärte Ormeling: Die Beschreibung des Kartenmaterials ist eine Litanei, eine Aneinanderreihung von kartographischen Fehlern, Missverständnissen und Unwissenheit.

## Vorstandsposten
Er war seit 1975 Vorstandsmitglied der Nederlandse Vereniging voor Kartografie (Niederländischer Gesellschaft für Kartografie), ab 1983 als stellvertretender Vorsitzender und von 1995 bis 1997 als Vorsitzender, danach verließ er den Vorstand. 2001 wurde er zum Ehrenmitglied ernannt. Außerdem ist er stets Mitglied der Redaktion der „Kartografisch tijdschrift“, ab 1983 als Chefredakteur.
Ormeling leitete die Arbeitsgruppe für ausländische geografische Namen der Nederlandse Taalunie, die bei der Schreibweise der betreffenden Namen auf Niederländisch berät. Er war außerdem Vorsitzender des Beratenden Ausschusses für geografische Namen in den Niederlanden. Dieses Komitee berät Regierungen, erbeten oder unaufgefordert, zu geografischen Namen in den Niederlanden, wie z. B. Gewässernamen, Ortsnamen, Flurnamen oder Namen von Kunstwerken.
Von 1999 bis 2007 war er Generalsekretär und Schatzmeister der Internationalen Kartographischen Vereinigung.

## Auszeichnungen
2009 wurde ihm von der Internationalen Kartographischen Vereinigung für seine wissenschaftlichen Leistungen die Carl-Mannerfelt-Goldmedaille verliehen, die höchste Auszeichnung in der Kartographie. Am 10. Mai 2013 erhielt er die Ehrendoktorwürde der Eötvös-Loránd-Universität in Budapest. Am 7. Mai 2015 erhielt er die Ehrendoktorwürde der Aristoteles-Universität Thessaloniki. Vom 8. bis 16. August 2017 war er der gewählte Präsident der 11. Konferenz der Vereinten Nationen zur Standardisierung geografischer Namen in New York City. Am 24. Juni 2022 erhielt er in Berlin vom Vorsitzenden der Deutschen Gesellschaft für Kartographie die Mercator-Medaille in Gold für besondere Verdienste um die Kartographie.

## Bibliographie
- Ferjan Ormeling & Corné P.J.M. van Elzakker. Digital atlas user requirements and user scenarios. ICA, 1993.
- Menno-Jan Kraak & Ferjan Ormeling. Cartography, visualization of spatial data. Harlow, Longman, 1996. ISBN 0-582-25953-3.
- Functionality of electronic school atlases. ICA, 1996.
- Teaching map use concepts to children. ICA Commission on Cartography and Children, 1996.
- Ferjan Ormeling (ed). Second Anglo-Dutch seminar on cartography, held in Enschede, April 3–4, 1997. Amersfoort, Nederlandse Vereniging voor Kartografie, 1998. NVK publikatiereeks, nr. 26.
- Map use education and geovisualisation. Jakarta, FIG, 2004.
- Minority toponyms on maps - vingt ans apres. Dutch and German-speaking Division UNGEGN, 2005.
- Colonial cartography of the Netherlands East Indies 1816-1942. ICA, 2005.